# Замак Колоси
Замак Колоси је некадашње крсташко утврђење које се налази неколоко километара од града Лимасола на Кипру.
У средњем веку је имао велики стратешки положај и надзирао је и бранио велике погоне за производњу шећера из шећерне трске, који је био један од најважнијих извозних производа Кипра у то време. Замак је највероватније направила Франачка војска 1210. године, када је јерусалимски краљ Хуго III цео тај предео предао Витезовима Реда Светог Јована Јерусалимског. 
Садашњи замак је направљен 1454. године, а саградили су га хоспиталци под заповедништвом Колосија, Луисом Де Магнаком, чији је грб и уклесан на зидовима дворца.
Због ривалства међу различитим фракцијама крсташа у краљевству Кипар витезови Темплари 1306. године преузимају утврђење, али након укидања овог реда 1313. године замак се враћа у посед витезовима хоспиталцима.
У замку су између осталих боравили енглески краљ Ричард Лавље Срце и Темплари.
Замак се данас састоји од једног троспратног објекта пречника 30м х 40м, а у склопу њега се налази и музеј.